# Twitches - Gemelle streghelle 2
Twitches - Gemelle streghelle 2 (Twitches Too!) è il sequel del film prodotto per Disney Channel Twitches - Gemelle streghelle, trasmesso in Prima TV negli Stati Uniti su Disney Channel USA il 12 ottobre 2007. In Italia è stato trasmesso sempre su Disney Channel il 26 gennaio 2008. Girato tra Toronto, Ontario e Canada ad aprile 2007, le riprese sono durate circa due mesi.

## Trama
Dopo avere salvato la loro madre e la loro terra Coventry dall'oscurità, è tempo che le ragazze vengano a sapere l'una l'altra cosa vuol dire avere i poteri magici. Mentre Camryn vive uno stile di vita quotidiana con la sua mamma, Alex è impaziente di iniziare la sua nuova vita come una studentessa di scuola superiore. Mentre prova a vivere il più normalmente possibile, le gemelle non sanno che l'oscurità perversa continua a minacciare la loro esistenza. Inoltre le due scoprono anche che il loro padre mancante, Aron, potrebbe ancora essere vivo.

## Cast
- Tia Mowry: Alexandra Nicole "Alex" Fielding (Nome di battesimo: Artemis)
- Tamera Mowry: Camryn Elizabeth "Cam/Cami" Barnes (Nome di battesimo: Apolla)
- Kristen Wilson: Miranda DuBaer
- Patrick Fabian: Thantos DuBaer
- Pat Kelly: Karsh
- Leslie Seiler: Ileana
- Kevin Jubinville: Aron DuBaer